# جی۱۱۴۴-۴۳۰۸
جی۱۱۴۴–۴۳۰۸ یا جی۱۱۴۴ (انگلیسی: J1144–4308) یا (SMSS J114447.77–430859.3) یک اختروش بسیار درخشان (بدون پرتو) (g = 14.5 ABmag, K = 11.9 Vegamag) و یک سیاه‌چاله کلان‌جرم است که از دیدگاه زمین در صورت فلکی قنطورس (1h4m RA1) در میل۴۳- در نزدیکی صورت فلکی چلیپا قرار دارد. برای تعیین ویژگی‌های طیفی جی۱۱۴۴ از اسکای مپر جنوبی (SkyMapper Southern Survey (SMSS)) استفاده شد.
جی۱۱۴۴ در جریان جستجوها برای یافتن ستاره‌های دوتایی شناسایی شد. علیرغم درخشانی نسبی آن، در جستجوهای پیشین از طبقه‌بندی به عنوان اختروش پنهان مانده بود؛ در جستجوها از میدان‌های شلوغ نزدیک استوای کهکشانی اجتناب می‌شد.
پس از بررسی مجموعه داده‌های گوناگون، گروه مطالعه به این نتیجه رسید که جی۱۱۴۴–۴۳۰۸ خود ذاتاً درخشان‌ترین اختروش شناخته‌شده در طول حدود ۹ بیلیون سال نوری اخیر تاریخ کیهانی است که دارای درخشندگی ۸ برابر بیشتر از اختروش ۳سی ۲۷۳ در صورت فلکی دوشیزه است.
به‌گفتهٔ محقق ارشد دکتر کریستوفر اونکن، از دانشگاه ملی استرالیا: در حالی که سیاهچاله‌ها خودشان قابل مشاهده نیستند؛ گرانش آنها به قدری زیاد است که حتی نور نیز نمی‌تواند از آن‌ها فرار کند، آن‌ها به دلیل ماده‌ای که در اطراف آن‌ها می‌چرخد قابل مشاهده هستند.